# Live from Amsterdam (Alter Bridge)
| Recensione | Giudizio |
| ---------- | -------- |
| AllMusic   |          |

Live from Amsterdam è il primo film concerto e album dal vivo del gruppo musicale statunitense Alter Bridge, registrato il 7 dicembre 2008 alla Heineken Music Hall di Amsterdam, Paesi Bassi e pubblicato sotto recensioni molto positive il 12 settembre 2009 via Amazon. Una versione in formato Blu-ray, insieme a un cofanetto deluxe, è stata rinviata più volte dalla Universal Republic, l'allora casa discografica degli Alter Bridge, causando controversie e la rottura del contratto tra la band e l'etichetta. È stato finalmente pubblicato nei negozi il 11 gennaio 2011, quasi due anni dopo la data d'uscita inizialmente prevista, ed è stato distribuito dalla DC3 Global.
Live from Amsterdam è stato diretto e prodotto da Daniel E. Catullo III del DC3 Music Group e della Coming Home Productions, che aveva precedentemente collaborato con artisti quali Nickelback, Godsmack, Marilyn Manson, Chickenfoot, Dave Matthews Band, e Smashing Pumpkins.

## Storia
Il 3 ottobre 2008, gli Alter Bridge hanno annunciato sul loro sito ufficiale che avrebbero girato un DVD del loro concerto alla Brixton Academy di Londra l'8 novembre 2008, durante il tour promozionale dell'album Blackbird. Si trattava di un concerto notevole in quanto erano presenti tra gli spettatori Jimmy Page e John Paul Jones dei Led Zeppelin. Tuttavia, a causa di alcuni conflitti di programmazione, la registrazione del DVD venne rinviata. Le riprese vennero di nuovo programmate per il 7 dicembre 2008 alla Heineken Music Hall di Amsterdam. Il 1º gennaio 2009, la band annunciò che avrebbe offerto ai fan un'anteprima del DVD. In origine, la data di uscita provvisoria era stata fissata per febbraio del 2009 secondo una dichiarazione rilasciata dall'ufficio stampa degli Alter Bridge. Tuttavia, venne rinviata più a volte a causa del vasto tempo impiegato per lavorare sulle riprese del DVD. Nel giugno del 2009, venne lanciata una pagina MySpace ufficiale dedicata al DVD. Live from Amsterdam venne diretto e prodotto da Daniel E. Catullo III.
Il DVD venne venduto per la prima volta presso le sedi del tour di reunion dei Creed del 2009 e successivamente pubblicato in esclusiva su Amazon.com il 6 ottobre 2009, diventando un grande successo. Una versione in formato Blu-ray Disc venne annunciato per l'uscita nei negozi, insieme a un cofanetto deluxe, il 29 settembre 2009 sulla pagina MySpace del DVD. Tuttavia, un giorno prima della data di uscita prevista, venne annunciato un nuovo rinvio dell'ultimo minuto a causa di problemi tra le etichette discografiche. Il cantante Myles Kennedy si scusò pubblicamente coi fan pochi giorni dopo. Successivamente venne annunciato sulla pagina MySpace del DVD che la nuova data di pubblicazione prevista era per il 23 febbraio 2010, a un anno intero di distanza dalla prima data di uscita annunciata, ma seguirono ulteriori ritardi. Tuttavia, nonostante esprimessero continuamente la loro frustrazione, i membri degli Alter Bridge rimasero ottimisti circa la pubblicazione finale.
Come annunciato il 21 novembre 2010, Live from Amsterdam venne mandato in onda su Palladia il 19 dicembre 2010. Lo stesso annuncio riportava che il cofanetto deluxe del DVD sarebbe stato pubblicato nei negozi di tutto il mondo l'11 gennaio 2011. Il messaggio, che venne postato sulla pagina MySpace del DVD, diceva inoltre: "We promise this time the release WILL happen!" (vi promettiamo che questa volta la pubblicazione avverrà!). La promessa venne mantenuta e il concerto fu finalmente pubblicato nei negozi l'11 gennaio 2011. La Universal Republic e la Wind-up Records, le vecchie case discografiche degli Alter Bridge, non hanno dato spiegazioni per i ritardi.
Nel DVD sono inclusi una cover di Travelling Riverside Blues di Robert Johnson, così come un omaggio ai Beatles quando Myles Kennedy esegue l'arpeggio iniziale della loro canzone Blackbird come introduzione alla canzone dello stesso nome degli Alter Bridge. Viene inoltre eseguita la traccia New Way to Live, precedentemente pubblicata solo come lato b del singolo Rise Today.

## Accoglienza
La versione esclusiva Amazon di Live from Amsterdam ottenne un ottimo successo, con pareri molto positivi sia dei fan che della critica. Il 22 ottobre 2010, raggiunse 15.000 punti nella classifica dei "video musicali e concerti più venduti" di Amazon, superando artisti come Michael Jackson e Bon Jovi e in sole otto ore arrivò al primo posto, dove rimase per diverse settimane. Amazon riferì che si aspettava di vendere solo poche centinaia di copie, ma venne smentita dalle "migliaia e migliaia" di copie vendute alla fine. Questa fu un'impresa notevole, in quanto venne compiuta interamente attraverso passaparola e senza alcuna promozione ufficiale.
La versione esclusiva Amazon ha ricevuto elogi da diversi recensori professionali, tra cui Paul Roy di Blogcritics che usò il termine "spettacolare". Un'altra recensione molto positiva da The Audio Perv disse: «Non devi essere un fanatico Alter Bridge per godere della performance veramente ipnotizzante su questo DVD. Girato in diverse angolazioni, il regista Dan Catullo cattura realmente la band in molto più di un normale concerto. Vedi e senti il frontman Myles Kennedy non solo mentre canta al pubblico, ma mentre canta a te, il singolo spettatore.» Il recensore ha anche elogiato la produzione, lodandola per essere «attraente non solo visivamente, con tutti gli scatti ad alta qualità della band e l'incredibile spettacolo teatrale e di illuminazione, ma anche superba nel suono».

## Tracce

### CD
Testi e musiche di Myles Kennedy, Mark Tremonti, Brian Marshall, Scott Philips, tranne dove indicato.
1. Come to Life – 5:06
2. Before Tomorrow Comes – 4:25
3. Brand New Start – 4:44
4. White Knucles – 5:14
5. Buried Alive – 4:15
6. One Day Remains – 4:42 (Kennedy, Tremonti)
7. Watch Over You (Acoustic version) – 4:55
8. Ties That Bind – 3:14
9. Blackbird – 8:50
10. In Loving Memory – 5:54 (Tremonti)
11. Metalingus – 4:39 (Kennedy, Tremonti)
12. Open Your Eyes – 8:10 (Kennedy, Tremonti)
13. Broken Wings – 4:54 (Tremonti)
14. Rise Today – 6:47

### DVD
1. Come to Life
2. Find the Real (Kennedy, Tremonti)
3. Before Tomorrow Comes
4. Brand New Start
5. White Knucles
6. Buried Alive
7. Coming Home
8. One Day Remains (Kennedy, Tremonti)
9. Watch Over You (Acoustic version)
10. Ties That Bind
11. Blackbird (Intro cover dei Beatles) (John Lennon, Paul McCartney, Kennedy, Tremonti, Marshall, Phillips)
12. In Loving Memory (Tremonti)
13. Metalingus (Kennedy, Tremonti)
14. Open Your Eyes (Kennedy, Tremonti)
15. Broken Wings (Tremonti)
16. New Way to Live
17. Travelling Riverside Blues (cover di Robert Johnson) (Robert Johnson)
18. Rise Today

## Formazione
Alter Bridge
- Myles Kennedy – voce, chitarra ritmica e chitarra solista
- Mark Tremonti – chitarra solista, cori
- Brian Marshall – basso
- Scott Phillips – batteria

Musicisti aggiuntivi
- Ian Keith – chitarra ritmica in One Day Remains

Personale tecnico
- Daniel E. Catullo III – regista
- Lionel Max Pasamonte II, Daniel E. Catullo III, Peter James Bowers, Michael Tremonti — produttori
- Brian Lisi, Simon Thierer, Matthew King, Paul Geary, Steve Wood – produttori esecutivi
- Michael Romanyshyn – montaggio
- Brian Sperber – missaggio
- Brian Gardner – masterizzazione